# Богаць
Богаць, Богаці (рум. Bogați) — село у повіті Арджеш в Румунії. Входить до складу комуни Богаць.
Село розташоване на відстані 89 км на північний захід від Бухареста, 21 км на схід від Пітешть, 120 км на північний схід від Крайови, 95 км на південний захід від Брашова.

## Населення
За даними перепису населення 2002 року у селі проживали 1858 осіб. Усі жителі села рідною мовою назвали румунську.
Національний склад населення села:
| Національність | Кількість осіб | Відсоток |
| -------------- | -------------- | -------- |
| румуни         | 1832           | 98,6%    |
| цигани         | 26             | 1,4%     |